# Alberto Alverà
Alberto Alverà (Pieve di Cadore, 14 marzo 1992) è un giocatore di curling italiano.

## Biografia
È figlio dell'atleta olimpionico Fabio Alverà e fratello dell'atleta olimpionica Eleonora Alverà.

### Carriera agonistica

#### Nazionale
Il suo esordio con la nazionale italiana junior di curling è stato il Challege europeo junior del 2007, disputato a Praga, in Repubblica Ceca: in quell'occasione l'Italia si piazzò al settimo posto, equivalente al 19º nel ranking mondiale.
Nel 2012 entra a far parte della nazionale misti disputando l'europeo misti a Erfurt, in Turchia: in quell'occasione l'Italia si piazzò al 16º posto.
In totale Alverà vanta 13 presenze in azzurro.
CAMPIONATI
Nazionale junior:
- Challege europeo junior
  - 2007 Praga ( Rep. Ceca) 7° (17° ranking mondiale)

Nazionale misti:
- Europei misti
  - 2012 Erfurt ( Turchia) 16°

### Campionati italiani
Alberto ha preso parte ai campionati italiani di curling inizialmente con il Curling Club Tofane, club con cui vince due titoli italiani nelle categorie giovanili (esordienti e ragazzi), poi con il Curling Club Dolomiti militando una stagione anche nel Curling Club Tre Cime. Alverà è stato 5 volte campione d'Italia:
- Campionato italiano assoluto
  - 2009  con Valter Bombassei, Davide Zandegiacomo, Matteo Siorpaes e Diego Bombassei (CC Tre Cime)
  - 2010  con Giorgio Da Rin, Alessandro Zisa, Marco Mariani e Adriano Lorenzi (CC Dolomiti)
- Campionato italiano junior
  - 2007  con Giorgio Da Rin, Davide Michielli e Matteo Siorpaes (CC Tofane)
  - 2008  con Giorgio Da Rin, Davide Michielli e Matteo Siorpaes (CC Dolomiti)
  - 2010  con Giorgio Da Rin, Matteo Siorpaes, Timothy Hepp e Gianluca Menardi (CC Dolomiti)
  - 2011  con Matteo Bernardi, Timothy Hepp, Elia De Pol e Guido Fassina (CC Dolomiti)
- Campionato italiano misti
  - 2012  con Alessandro Zisa, Elettra De Col e Violetta Caldart (CC Dolomiti)